# Bache (Oklahoma)
Bache est une census-designated place du comté de Pittsburg, dans l'État d'Oklahoma, aux États-Unis. En 2020, elle compte une population de 105 habitants.